# Universal TV
Universal TV (anteriormente conhecido como Universal Channel) é uma rede internacional de canais de televisão por assinatura especializada em filmes e séries de televisão nos gêneros de suspense, drama, comédia, terror, crime e investigação. É de propriedade da NBCUniversal International Networks, uma divisão da NBCUniversal. Sua principal fonte de programação vem das produções de empresas da NBCUniversal, destacadamente a Universal Studios e a Universal Television.

## História

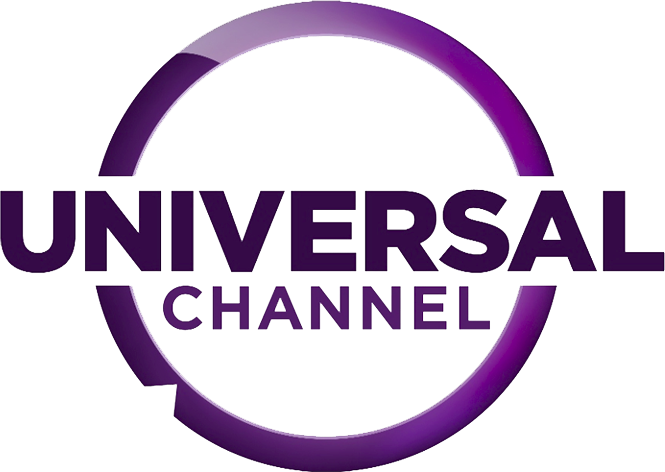
Logotipo do Universal Channel entre 2013 e 2018.

O Universal Channel foi oficialmente lançado em 1º de setembro de 2004 na América Latina. Posteriormente, expandiu sua presença, sendo introduzido em 1º de dezembro de 2007 na Polônia (como Kanał Universal) e na Romênia (como Canalul Universal), além de estrear em 1º de julho de 2008 no Sudeste Asiático.
O canal se expandiu significamente após a aquisião pela NBCUniversal da Sparrowhawk Media, responsável pelas operações internacionais do Hallmark Channel. Na África do Sul, o Hallmark Channel foi renomeado para Universal Channel em 24 de março de 2010 para os assinantes da DStv. No Japão, o Sci Fi Channel adotou o nome Universal Channel em 1º de abril de 2010. Na Austrália, a mudança ocorreu em 1º de julho de 2010, substituindo o Hallmark Channel. O mesmo ocorreu na Hungria (como Universal Csatorna), República Tcheca, Eslováquia, e nos países da ex-Iugoslávia, como Sérvia, Croácia e Bósnia e Herzegovina, onde o Hallmark Channel foi renomeado em 3 de setembro de 2010.
Em 18 de outubro de 2010, o Hallmark Channel no Reino Unido e Irlanda foi renomeado como Universal Channel, mas essa sucursal foi encerrada em 27 de janeiro de 2020.
Até junho de 2015, o canal era distribuído na América Latina, exceto no Brasil, pela Fox Latin America Channels, sendo posteriormente transferido para a Ole Communications em julho de 2015.
A partir de 3 de maio de 2018, começando pelo Reino Unido, o canal iniciou um processo de rebranding global, adotando o nome Universal TV. Em agosto de 2018, o sinal brasileiro do Universal Channel foi renomeado para Universal TV, e a variante latino-americana seguiu o mesmo caminho em outubro do mesmo ano.

## Universal TV (Brasil)
Universal TV é um canal televisão por assinatura brasileiro especializado na exibição de filmes e séries de televisão de diversos gêneros. Propriedade da NBCUniversal International Networks em parceria com a Globo, o canal está disponível nas principais operadoras de televisão por assinatura do Brasil.
O Universal TV estreou no Brasil em 10 de maio de 1996, inicialmente como USA Network, passando por uma modificação para Universal Channel em setembro de 2004. Em agosto de 2018, o nome foi alterado novamente, desta vez para Universal TV.
Ricardo Gonçalves, antigo locutor do programa Vídeo Show, da TV Globo, foi o locutor das chamadas do Universal TV no Brasil até agosto de 2018, quando ocorreu o rebranding e Daniel Machline assumiu como o novo locutor.
A versão em alta definição do canal foi anunciada em 18 de dezembro de 2012, com as transmissões no território brasileiro iniciando em 1.º de julho de 2013.